# Ревело
Ревело (итал. Revello) је насеље у Италији у округу Кунео, региону Пијемонт.
Према процени из 2011. у насељу је живело 2186 становника. Насеље се налази на надморској висини од 353 м.

## Становништво
Према резултатима пописа становништва 2011. у општини је живело 4.203 становника.
| 1931. | 1936. | 1951. | 1961. | 1971. | 1981. | 1991. | 2001. | 2011. |
| ----- | ----- | ----- | ----- | ----- | ----- | ----- | ----- | ----- |
| 5.168 | 4.957 | 4.735 | 4.222 | 4.017 | 4.136 | 4.046 | 4.192 | 4.203 |